# Jalud
Jalud, en arabe : جاﻟﻭﺩ, est un village du gouvernorat de Naplouse en Palestine, situé à 30 km au sud de Naplouse, au centre de la Cisjordanie.
Selon le recensement du bureau central palestinien des statistiques, la localité compte une population de 743 habitants en 2017.